# Yidu
Yiling (chiń. upr. 夷陵区; chiń. trad. 夷陵區; pinyin Yílíng Qū) – dzielnica w północno-środkowej części prefektury miejskiej Yichang w prowincji Hubei w Chińskiej Republice Ludowej. Liczba mieszkańców dzielnicy w 2010 roku wynosiła 520186.